# Spencer Elden
Spencer Kenneth Royce Elden, né le 7 février 1991 à Los Angeles, est un mannequin. Il est surtout connu en raison de son apparition sur la pochette de l'album Nevermind du groupe de grunge Nirvana en 1991. Il apparaît également sur la pochette de l'album The Dragon Experience (en) du musicien cEvin Key en 2003.

## Apparition sur la pochette deNevermind
Au départ, le label Geffen Records veut utiliser une photo d'un bébé qui nage et cherche dans des photos d'archive. À cause du coût relativement élevé des droits d'auteur pour ces photos, le label contacte le photographe Kirk Weedle. Celui-ci s'adresse à deux de ses amis, Renata et Rick Elden, et leur demande la permission d'utiliser leur fils comme mannequin. Le couple donne son accord et pour une somme de deux cents dollars, Kirk Weddle prend la photo du bébé sous l'eau en mai 1991. La canne à pêche et le billet sont ajoutés sur la photo.
Kurt Cobain, chanteur de Nirvana, se montre très content et impressionné par la photographie. Avec sa femme Courtney Love, il déclare[réf. souhaitée] qu'il voudrait un jour inviter Spencer Elden au restaurant et lui expliquer l'histoire de son apparition sur la pochette de l'album. Cette promesse ne se réalisa jamais à cause de la mort du chanteur en 1994.
En 2001, Spencer Elden reprend la photo de la pochette pour le magazine Rolling Stone, ainsi qu'en 2008 pour un autre magazine[Lequel ?]. En 2005, il participe à la série documentaire Classic Albums, publié sur DVD, pour parler de son histoire.
Spencer Elden s'appelle lui-même ironiquement le « Nirvana baby ». Durant une entrevue pour le Herald Sun, il dit se sentir involontairement comme la plus grande vedette pornographique depuis la publication de la pochette, mais qu'il ne trouve pas ça gênant. Il mentionne également que ses parents ne connaissaient même pas le groupe Nirvana lorsqu'ils ont donné leur autorisation pour la photographie.
Le 24 août 2021, il porte plainte contre Nirvana, plusieurs maisons de disques, des directeurs artistiques ainsi que les ayants droit de Kurt Cobain pour pédopornographie et pour avoir « causé une vie de souffrance » à la suite de la diffusion internationale de son image,.
Le 2 septembre 2022, la justice californienne rejette la plainte pour pédopornographie,.